# 18. december
18. december er dag 352 i året i den gregorianske kalender (dag 353 i skudår). Der er 13 dage tilbage af året.
Dagens navn er Louise.
Dagen er en af de uheldige i Tycho Brahes kalender.

### Begivenheder
Født - Dødsfald
- 1352 - Innocent VI vælges som pave.
- 1534 - Johan Rantzau og hans tropper stormer Aalborg, hvor bondefører Skipper Clement har forskanset sig under Grevens Fejde. Oprørerne hugges ned, og byen plyndres.
- 1642 - Abel Tasman bliver den første europæer der går i land på New Zealand
- 1748 - Det Danske Comediehus åbner - det bliver senere til Det Kongelige Teater.
- 1776 - North Carolinas forfatning ratificeres.
- 1787 - New Jersey bliver den tredje stat som ratificerer USA's forfatning.
- 1865 - Slaveri forbydes i USA, med vedtagelsen af den 13. tilføjelse til forfatningen.
- 1892 - Tchaikovskys ballet Nøddeknækkeren opføres for første gang i Mariinskij-teatret i Sankt Petersborg.
- 1894 - Kvinder i Sydaustralien bliver de første kvinder i Australien som opnår stemmeret og valgret til parlamentet.
- 1912 - Piltdown Man opdages ved landsbyen den blev opkaldt efter.
- 1914 - De tre nordiske konger, Christian 10. af Danmark, Gustav 5. af Sverige og Haakon 7. af Norge, holder møde i Malmø.
- 1916 - Slaget ved Verdun ender.
- 1944 - Fonden bag Cavlingprisen indstiftes.
- 1956 - Japan optages i FN.
- 1958 - Niger bliver uafhængig.
- 1961 - Indonesien invaderer Nederlandske New Guinea.
- 1966 - Richard L. Walker opdager Saturn-månen Epimetheus.
- 1967 - Den engelske spion Kim Philby modtager i Moskva ordenen Sovjetunionens helt.[kilde mangler]
- 1969 - England afskaffer delvist dødsstraffen.
- 1970 - Italien legaliserer skilsmisse.
- 1999 - Anden etape af DGI-byen indvies af Dronning Margrethe.
- 2002 - Filmen Ringenes herre - De 2 Tårne har verdenspremiere.
- 2019 - Repræsentanternes Hus i den amerikanske kongres vedtager at indlede en rigsretssag mod Præsident Donald Trump.

### Født
- 1724 - Louise af Storbritannien, dansk-norsk dronning (død 1751)
- 1760 - Knud Lyne Rahbek, dansk litteraturhistoriker, forfatter og redaktør (død 1830).
- 1796 - Peter Daniel Bruun, dansk politiker, jurist og landstingsformand (død 1864).
- 1829 - Christen Berg, dansk lærer og politiker. (død 1891)
- 1856 - Joseph John Thomson, engelsk fysiker og modtager af nobelprisen i fysik (død 1940).
- 1862 - Ove Krak, dansk forlægger. (død 1923).
- 1878 - Josef Stalin, sovjetisk leder/diktator (død 1953).
- 1879 - Paul Klee, schweizisk maler og grafiker (død 1940).
- 1881 - Mario Krohn, dansk kunsthistoriker og museumsdirektør (død 1922).
- 1897 - Fletcher Henderson, amerikansk musiker og orkesterleder (død 1952).
- 1905 - Irving Kahn, amerikansk investor (død 2015).
- 1910 - Jørgen Haagen Schmith, dansk modstandsmand (Citronen). (død 1944). - myrdet
- 1913 - Willy Brandt, tysk antifascist og forbundskansler (død 1992).
- 1920 - Ingálvur av Reyni, færøsk kunstner (død 2005).
- 1939 - Jens Okking, dansk skuespiller, tidl. medlem af Europaparlamentet (død 2018).
- 1939   - Tine Bryld, dansk socialrådgiver og forfatter (død 2011).
- 1940 - Hjalte Rasmussen, dansk professor, dr. jur (død 2012).
- 1942 - Claes Kastholm Hansen, dansk journalist (død 2016).
- 1943 - Keith Richards, engelsk musiker i Rolling Stones.
- 1945 - Per Holm Knudsen, dansk forfatter, psykoterapeut og sexolog.
- 1946 - Steve Biko, sydafrikansk apartheidmodstander (død 1977).
- 1946   - Steven Spielberg, amerikansk filminstruktør.
- 1948 - Nis Boesdal, dansk radiovært og forfatter.
- 1954 - Ray Liotta, amerikansk skuespiller (død 2022).
- 1955 - Bo Green Jensen, dansk forfatter og journalist.
- 1963 - Brad Pitt, amerikansk skuespiller.
- 1974 - Kari Byron, amerikansk tv-vært og kunstner.
- 1975 - Sia Furler, australsk pop/jazz-sanger og sangskriver.
- 1978 - Katie Holmes, amerikansk skuespiller.
- 1980 - Christina Aguilera, amerikansk sangerinde.

### Dødsfald
- 1737 - Antonio Stradivarius, italiensk violinbygger (født 1644).
- 1848 - Bernard Bolzano, bøhmisk matematiker og filosof (født 1781).
- 1892 - Christian Richardt, dansk digter og præst (født 1831).
- 1896 - Adolph Constantin Meyer, dansk matematiker (født 20. maj 1854).
- 1954 - Vilhelm Buhl, dansk statsminister i 1942 og 1945 (født 1881).
- 1979 - Henny Lindorff Buckhøj, dansk skuespiller (født 1902).
- 1980 - Aleksej Kosygin, sovjetisk statsleder (født 1904).
- 1989 - Henning Gantriis, dansk tegneserietegner (født 1918).
- 1993 - Buster Larsen, dansk skuespiller (født 1920).
- 1995 - Konrad Zuse, tysk ingeniør og computerpioner (født 1910).
- 1996 - Irving Caesar, amerikansk sangskriver (født 1895).
- 2002 - Varinka Muus, dansk forfatter (født 1922).
- 2006 - Joseph Barbera, amerikansk tegnefilmstegner (født 1911).
- 2016 - Zsa Zsa Gábor, ungarsk-amerikansk skuespillerinde (født 1917).

|  | Denne datoartikel kan blive bedre, hvis der indsættes et (bedre) billede Du kan hjælpe ved at afsøge Wikimedia Commons for et passende billede eller uploade et godt billede til Wikimedia Commons iht. de tilladte licenser og indsætte det i artiklen. |